# برینگا، ویکتوریا
برینگا (به انگلیسی: Berringa) یک شهرک در استرالیا است که در ویکتوریا (استرالیا) واقع شده‌است.